# Heemkundig museum Tempelhof

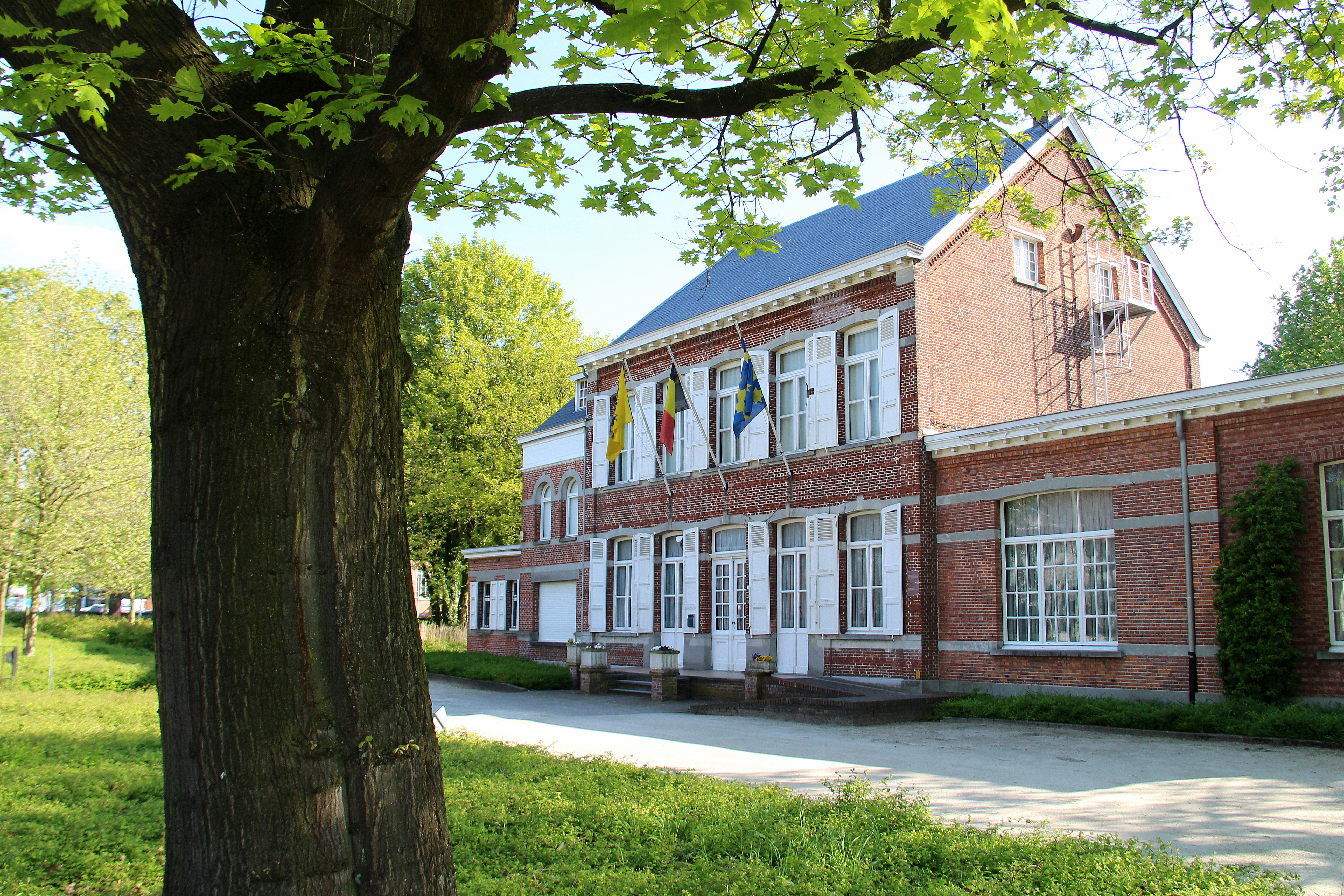
Tempelhof

Het Heemkundig museum Tempelhof is een museum in de Antwerpse plaats Beerse, gelegen aan Bisschopslaan 1.
Het museum bevindt zich in een herenhuis van 1869. Van 1905-1952 woonde hier de familie Van Nyen, daarna werd het een gemeentehuis tot 1976. Vervolgens werd het een gemeenschapshuis en heemkundig museum.
Het museum heeft tal van voorwerpen uit vergane tijden, waaronder een rijke verzameling textiel. Op de begane grond is een zaal die ingericht is met meubilair van het gemeentehuis van 1883 op het Gemeenteplein.